# Millennium Stadium
O Millennium Stadium ou Estádio do Milênio (em galês: Stadiwm y Mileniwm), conhecido desde 2016 como Principality Stadium (em galês: Stadiwm Principality) por motivos de patrocínio, é o estádio nacional do País de Gales. Localizado em Cardiff, tem capacidade para 74.500 pessoas e contém um teto móvel que pode cobrir totalmente o gramado, sendo também um dos 6 estádios do Reino Unido a receber a qualificação de 5 estrelas da UEFA.
É usado principalmente para jogos de rugby, mas também para futebol. Abrigou parte dos jogos de futebol dos Jogos Olímpicos de Londres 2012, sediou a final da Liga dos Campeões da UEFA de 2016–17 e as finais da Copa da Inglaterra, da Copa da Liga Inglesa e da Supercopa da Inglaterra entre 2001 e 2006, enquanto o Wembley Stadium era reconstruído.
O estádio possuía o título de maior estádio de futebol do Reino Unido até a reforma e ampliação do Old Trafford, que logo também perdeu o título para o Wembley Stadium. O Millennium Stadium é administrado pela Millennium Stadium plc, subsidiária da União Galesa de Rugby, ou WRU.

## Características

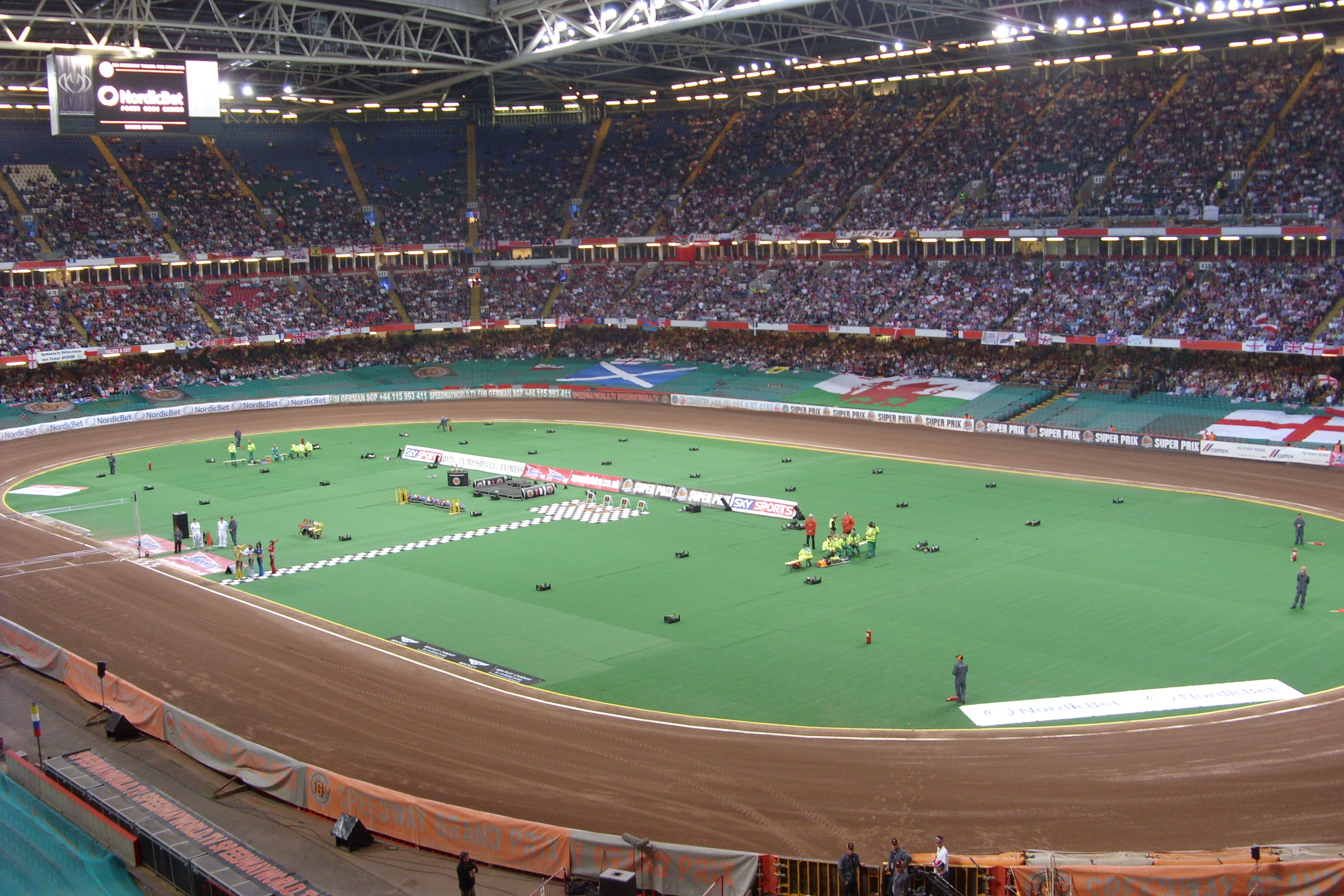
Remodelação dinâmica do estádio para corridas de Speedway.

O estádio é o segundo na Europa com teto móvel, sendo o maior do mundo com essa característica. A grama natural foi colocada em um sistema modular feito pela GreenTech ITM que contém irrigação e drenagem própria. O campo foi montado em cima de paletes que podem ser removidas fazendo com que o estádio receba espectáculos, exibições e outros eventos sem ter que sacrificar o gramado.
O estádio contém 3 anéis (exceto pela área norte que possui apenas 2): o anel inferior acomoda 23.500 pessoas, o do meio acomoda 18.000 e o de cima acomoda 33.000.
A superestrutura é baseada em 4 mastros de 90,3 metros. O estádio foi construído com 56 mil toneladas de concreto e aço, tem 128 camarotes, 22 bares, 7 restaurantes, 17 pontos de primeiros socorros, 12 escadas rolantes e 7 elevadores.

## Construção

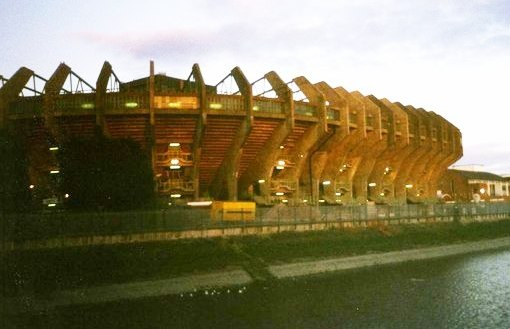
O antigo National Stadium

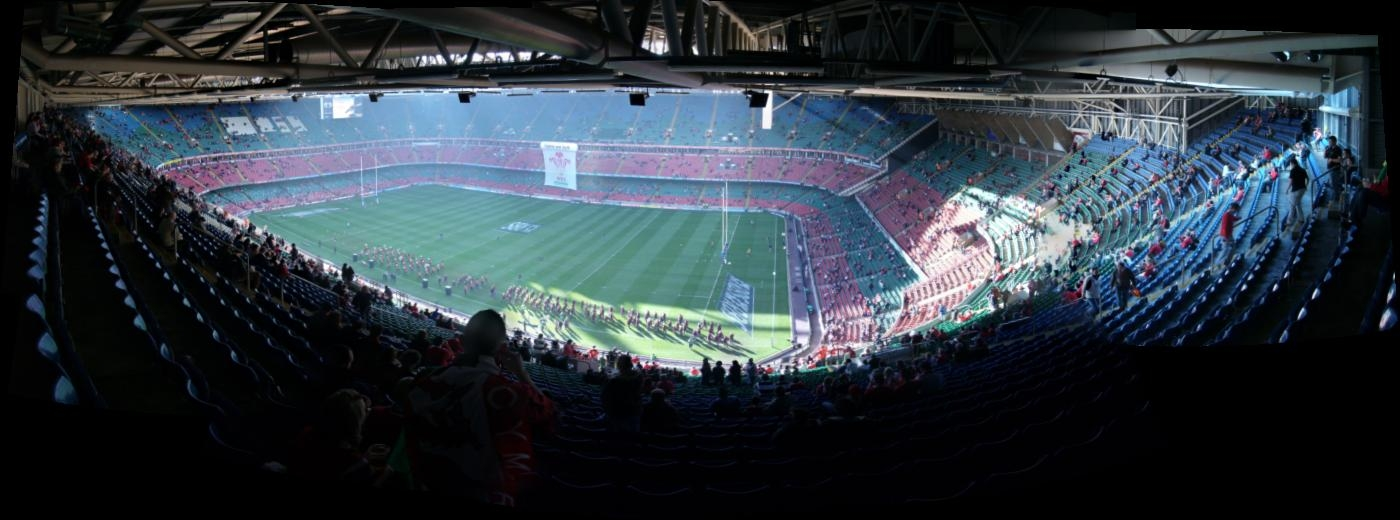
Vista panorâmica

As instalações foram construídas em 1999 no local do antigo Estádio Nacional (National Stadium) no Cardiff Arms Park. O estádio foi construído para acolher os jogos da Copa do Mundo de Rugby de 1999, em que o País de Gales era a principal sede.
O orçamento foi de £126 milhões, sendo considerado baixo pelos padrões de "obra-de-arte" do estádio. Os fundos da construção saíram de investimentos privados, cerca de £46 milhões dos cofres públicos vindos da Loteria Nacional, e empréstimos. Os custos deixaram a WRU bastante endividada. A construção foi feita pela John Laing plc.
O primeiro grande evento do Millennium Stadium foi no jogo amistoso entre a Seleção Galesa de Rugby e a África do Sul em 26 de junho de 1999. Gales venceu por 29 a 19, conseguindo assim sua primeira vitória sobre os Springboks.
Abrigou parte dos jogos de futebol dos Jogos Olímpicos de Londres 2012 e sediou a Final da Liga dos Campeões da UEFA de 2016–17 no dia 3 de Junho, quando o Real Madrid venceu a Juventus por 4 a 1.